# Пси (альбом)
«Ψ» («Пси») — четырнадцатый «естественный» альбом группы «Аквариум», вышедший в 1999 году.

## Об альбоме
Борис Гребенщиков об альбоме:
Кто-то когда-то мне замечательно сказал, что альбом очень похож на открытку из сегодняшнего дня. Я тогда очень с этим спорил, а потом пришёл к тому же выводу. И вот альбом «Пси» — это целиком открытка из сегодняшнего дня, он точно такой, какие мы сейчас. А мы точно такие, какое сегодня время. И опять-таки, мне это страшно нравится. Ни концепции… ничего нет… Эта пластинка — зеркальное отражение того, что есть.
(Презентация «Ψ» на радиостанции «Самара-Максимум».)

## Песни
Йошивара, или Ёсивара (песня «Цветы Йошивары»), — токийский «район красных фонарей».
На песню «Маша и медведь» снят видеоклип.

## Переиздания
- 2003 год — альбом переиздан на CD студией «Союз» в рамках проекта «Антология». В этом издании изменён трек-лист и добавлены бонус-треки.

## Список композиций (переиздание 2003 года)
Музыка и слова во всех композициях — БГ.
1. Маша и медведь (3:22) — 8
2. Луна, успокой меня (5:01) — 2
3. Сварог (5:09) — 3
4. Имя моей тоски (4:37) — 1
5. Телохранитель (3:29) — 4
6. Пока несут сакэ (3:52) — 5
7. Цветы Йошивары (3:32) — 9
8. Сын плотника (2:27) — 6
9. Стоп, машина! (4:26) — 7

Курсивом указан порядок песен на оригинальном издании альбома 1999 года.

### Бонус-трек
1. Из дельты гнезда (3:51)

## Участники записи
- Борис Гребенщиков — акустическая гитара, электрическая гитара, голос, клавиши, пикколо гитара
- Борис Рубекин — клавиши, ENSONIQ TS10, ENSONIQ ASR10, YAMAHA CS1X, Grand Piano, фисгармония, recording, programming
- Олег Сакмаров — флейта, кларнет, саксофон, гармониум, ударные, синтезатор
- Андрей Самсонов — клавиши, программирование, продюсирование, сведение
- Александр Докшин — звукорежиссёр записи «Петербургская студия грамзаписи»
- Борис Истомин — инженер записи «Петербургская студия грамзаписи»

Дополнительные музыканты (с учётом изменённого трек-листа на переиздании 2003 года «Антология — XX. Пси»):
- А. Титов — bass (4, 5, 8 — 1999; 1, 5, 6 — 2003)
- Ray Cooper — percussion (7 — 1999; 9 — 2003)
- Д. Веселов — percussion (1, 3, 4, 5, 6 — 1999; 3, 4, 5, 6, 8 — 2003)
- Kate St. John — sax (6 — 1999; 8 — 2003)
- А. Орлов «Дрон» — drums (4, 5, 6, 7, 8 — 1999; 1, 5, 6, 8, 9 — 2003)
- «Дим Дим» — bass (7 — 1999; 9 — 2003)
- Индеец — sounds

Сведение: студия The Church Studio